# Región autónoma Húngara
La Región Autónoma Magiar (1952-1960) (en rumano: Regiunea Autonomă Maghiară, en húngaro: Magyar Autonóm Tartomány) y la Región Autónoma Mureş-Magyar (1960-1968) fue una de las regiones autónomas creadas dentro de la República Popular de Rumanía (después República Socialista de Rumanía), como una forma de ganarse el respaldo de los húngaros que vivían dentro de Rumania.

## Historia
En 1950, Rumanía adoptó el modelo soviético de división administrativa y territorial del país en regiones y raiones (hasta entonces, Rumania había estado dividida en judeţe o condados). 
Dos años más tarde, en 1952, el número de regiones fue reducido y con la fusión de diez raiones de la anterior región de Mureş y de la región Stalin (ambas creadas en 1950), ambas habitadas por población compacta de húngaros sículos, fue creada una nueva región llamada Región Autónoma Magiar. De acuerdo con el censo de 1956, la población total de la región era de 731.361 habitantes, distribuida entre los grupos étnicos siguientes: húngaros (77,3%); rumanos (20,1%); gitanos (1,5%); alemanes (0,4%) y judíos (0,4%). Las lenguas oficiales de la provincia eran el húngaro y el rumano y el centro administrativo provincial era Târgu Mureş (Marosvásárhely).
Su estatuto residía en la Constitución Rumana de 1952, la región abarcaba cerca de un tercio de todos los húngaros de Rumanía, el resto viviendo también en regiones rumanas a lo largo de la frontera con Hungría, donde una región con base étnica podría haber avivado las cuestiones del irredentismo y la seguridad. En la práctica, el estatus de la región no difería de las otras diecisiete regiones y no disfrutó de autonomía de ningún tipo; las leyes, decisiones y directivas eran de carácter obligatorio en virtud de la constitución que la creó, y el Consejo de Estado de la Región Autónoma era una mera fachada. Los únicos rasgos distintivos eran que la mayoría de los funcionarios eran húngaros, la lengua húngara podía utilizarse en la administración y en los tribunales, y las señales fueron puestas en edificios públicos según un sistema bilingüe. Además, la específica ala húngara del Partido Comunista Rumano fue abolida en 1953, terminando con cualquier mecanismo para defender los derechos colectivos de la minoría húngara.

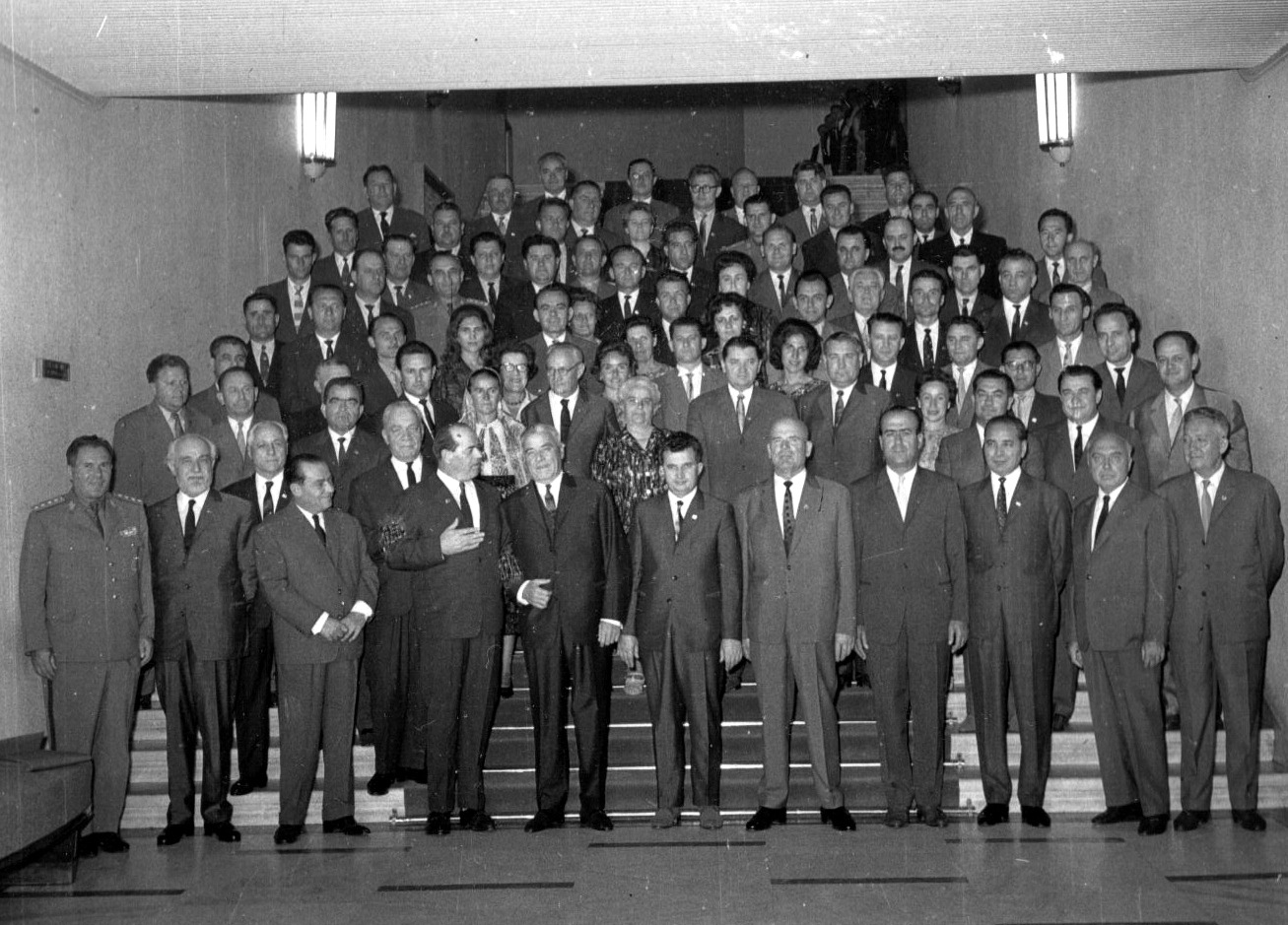
Nicolae Ceauşescu y la delegación de la Región Autónoma Mureş-Magyar en el IX Congreso del Partido Comunista Rumano en julio de 1965.

En diciembre de 1960, un decreto gubernamental modificó las fronteras de la Región Autónoma Magiar. Sus raiones meridionales fueron reincorporados a la región de Braşov (anterior región Stalin) y en su lugar, varios raiones le fueron añadidos de la región de Cluj. La región fue llamada Región Mureş-Autonomía Magiar, más allá del río Mureş. El ratio de húngaros fue reducido del 77,3 por cien al 62 por cien.
En 1968, la Gran Asamblea Nacional puso fin al modelo soviético de división administrativa del país en regiones y reintrodujo el sistema histórico de judeţ (condado) todavía en uso hoy en día. Esto automáticamente eliminó la Región Autónoma Mureş-Magyar y la remplazó por condados que no eran identificados con ninguna nacionalidad. Los dos nuevos condados formados en la mayoría del territorio de la anterior Región Autónoma Mureş-Magyar son Mureş y Harghita además de un o de la anterior Región Autónoma Magiar hasta 1960 y parte de la región de Braşov en 1968, Covasna.
En dos de estos condados, Harghita y Covasna, los húngaros forman la mayoría de los habitantes. La ley rumano permite el uso de la lengua de una minoría étnica que suponga por lo menos el 20% de la población de una municipalidad en relación con la administración, y el Estado proporciona educación y señalización pública en la lengua de la respectiva minoría étnica.

## Vecindad

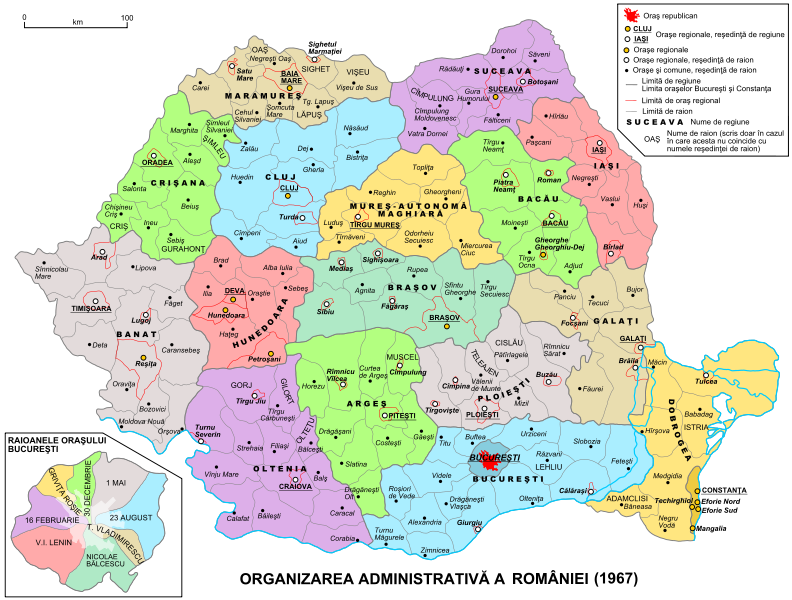
Las regiones de la República Popular de Rumania entre 1960-1968.

- La región Autónoma Magiar tenía como vecindad (1952-1960):

Este: las regiones de Bacău y Bârlad;
 
Sur: las regiones de Stalin y Ploieşti;
 
Oeste: la región de Cluj;
 
Norte: La región de Suceava
- Región de Mureş-Autonomía Magyar tenía como vecindad (1960-1968):

Este: región de Bacău;
 
South: región de Braşov;
 
West: región de Cluj;
 
North: región de Suceava